# Завихост (гміна)
Гміна Завихост (пол. Gmina Zawichost) — місько-сільська гміна у східній Польщі. Належить до Сандомирського повіту Свентокшиського воєводства.
Станом на 31 грудня 2011 у гміні проживало 4683 особи.

## Територія
Згідно з даними за 2007 рік площа гміни становила 80.19 км², у тому числі:
- орні землі: 77.00%
- ліси: 13.00%

Таким чином, площа гміни становить 11.86% площі повіту.

## Населення
Станом на 31 грудня 2011:
| Опис     | Загалом | Загалом | Чоловіки | Чоловіки | Жінки | Жінки |
| -------- | ------- | ------- | -------- | -------- | ----- | ----- |
| одиниця  | осіб    | %       | осіб     | %        | осіб  | %     |
| все      | 4683    | 100     | 2299     | 49.09    | 2384  | 50.91 |
| міське   | 1867    | 100     | 921      | 49.33    | 946   | 50.67 |
| сільське | 2816    | 100     | 1378     | 48.93    | 1438  | 51.07 |

## Сусідні гміни
Гміна Завихост межує з такими гмінами: Аннополь, Двікози, Ожарув, Радомишль-над-Сяном.